# 조성면
조성면(鳥城面)은 대한민국 전라남도 보성군의 면이다.

## 행정 구역
- 귀산리(龜山里)
- 대곡리(大谷里)
- 덕산리(德山里)
- 동촌리(東村里)
- 매현리(梅峴里)
- 봉능리(鳳陵里)
- 신월리(新月里)
- 용전리(龍田里)
- 우천리(牛川里)
- 은곡리(隱谷里)
- 조성리(鳥城里)
- 축내리(築內里)

## 교육
- 조성초등학교
- 조성중앙초등핚교 (폐교)
- 조성중학교
- 조성고등학교 (폐교)